# Run Rabbit Run
Pour plus de détails, voir Fiche technique et Distribution.
Run Rabbit Run ou Cours, lapin, cours au Québec, est un film d'horreur psychologique australien réalisé par Daina Reid, sorti en 2023.
Il est présenté au Festival du film de Sundance 2023.

## Synopsis
Sarah est un médecin spécialiste de la fertilité. Elle vit seule avec sa fille Mia et ne semble pas avoir encore pris le temps de s'installer complètement dans sa nouvelle vie de femme séparée et locataire d'une nouvelle maison. Les cartons ne sont pas défaits et les souvenirs qu'ils contiennent restent bien fermés.
Après l'arrivée d'un lapin dans la famille, elle observe et remarque un comportement étrange chez Mia qui affirme avoir des souvenirs d'une autre vie. Celle-ci la rabroue sévèrement, souhaite se faire appeler Alice (prénom de sa tante), et demande à voir sa grand-mère Joan qu'elle ne connait pas ! Sarah n'est pas favorable à cette rencontre qu'elle repousse en permanence, lui évitant de retourner dans des souvenirs douloureux. Elle doit remettre en question ses propres valeurs et affronter un douloureux passé familial.

## Fiche technique
Sauf indication contraire, les informations mentionnées dans cette section peuvent être confirmées par la base de données cinématographiques IMDb,  présente dans la section « Liens externes ».
- Titre original et français : Run Rabbit Run
- Titre québécois : Cours, lapin, cours[1]
- Réalisation : Daina Reid (en)
- Scénario : Hannah Kent
- Musique : Mark Bradshaw (en) et Marcus Whale
- Direction artistique : Vanessa Cerne
- Décors : Loretta Cosgrove	et Juliet John
- Costumes : Marion Boyce
- Photographie : Bonnie Elliott
- Montage : Sean Lahiff et Nick Meyers
- Production : Anna McLeish et Sarah Shaw
- Coproduction : Naomi Mulholland
- Sociétés de production : Carver Films, XYZ Films (coproduction)
- Société de distribution : Netflix
- Pays de production :  Australie
- Langue originale : anglais
- Format : couleur
- Genre : horreur psychologique, drame, thriller
- Durée : 100 minutes
- Dates de sortie :
  - États-Unis : 19 janvier 2023 (Festival du film de Sundance)
  - Australie : 10 juin 2023 (Festival du film de Sydney)[2]
  - Monde : 28 juin 2023 (Netflix)

## Distribution
- Sarah Snook (VF : Barbara Beretta) : Sarah
- Lily LaTorre (VF : Maryne Bertieaux) : Mia
- Damon Herriman (VF : Xavier Béja) : Pete
- Greta Scacchi (VF : Danièle Douet) : Joan
- Naomi Rukavina (VF : Déborah Claude) : Denise
- Georgina Naidu (VF : Stéphanie Hédin) : Andrea
- Neil Melville : Albert
- Katherine Slattery : Jordie
- Hugo Soysa : Toby
- Maurial Spearim : Keira
- Shabana Azeez : Nowa
- Trevor Jamieson : Sandy
- Sunny Whelan : Alice
- Julia Davis : Gail
- Poppy Skerry : Sarah, jeune
- Jen Salisbury : Joan, jeune
- Rosie Mitchell : Sarah, petite
- D'Arcy Carty : Alice, petite

 Source et légende : version française (VF) sur RS Doublage

## Production

### Genèse et développement
En juin 2020, Elisabeth Moss se joint au projet du film Run Rabbit Run de la réalisatrice Daina Reid (en), écrit par la romancière Hannah Kent d'après son idée originale,. Cette actrice a déjà travaillé avec la réalisatrice pour la série télévisée The Handmaid's Tale : La Servante écarlate. Le film est produit par Anna McLeish et Sarah Shaw de la société Carver Films. Il est co-financé avec XYZ Films qui gère également les sorties mondiales en compagnie de Screen Australia, South Australian Film Corporation, VicScreen et Filmology Finance pour le  soutien financier.

### Attribution des rôles
En décembre 2021, Elisabeth Moss se retire du projet parce qu'elle a trop d'engagements et Sarah Snook la remplace.
En janvier 2022, Damon Herriman et Greta Scacchi se joignent à cette actrice.

### Tournage
Le tournage commence en janvier 2022 à Melbourne, dans le Victoria, et à Waikerie (en), dans l'Australie-Méridionale.

### Musique
La musique du film est composée par Mark Bradshaw (en) et Marcus Whale.

## Accueil

### Festivals et sortie
Le film est présenté en avant-première mondiale, le 19 janvier 2023, au Festival du film de Sundance, avant de présenter au Festival du film de Sydney (Australie), le 10 juin 2023,. Il est distribué sur Netflix depuis le 28 juin 2023,.

### Accueil critique
Sur l’agrégateur de critiques Rotten Tomatoes, il obtient 37 % pour 66 critiques et une note moyenne de 4.9⁄10. Sur Metacritic, il obtient une note moyenne de 57⁄100 pour 11 critiques.
En France, sur Allociné, il obtient la note de 1,9⁄5, après avoir recensé 5 critiques de spectateurs.